# Эллингтон, Джеймс
Джеймс Эллингтон (англ. James Ellington; род. 6 сентября 1985, Лондон, Великобритания) — британский легкоатлет, специализирующийся в спринтерском беге. Двукратный чемпион Европы в эстафете 4×100 метров (2014, 2016). Двукратный чемпион Великобритании. Участник летних Олимпийских игр 2012 и 2016 годов.

## Биография
Начал заниматься лёгкой атлетикой в 14 лет, когда впервые пришёл на тренировку к Джону Пауэллу. Под руководством этого специалиста он довольно быстро вырос в одного из сильнейших юниоров страны в беге на спринтерские дистанции. Выступал в финале юниорского чемпионата Европы в беге на 200 метров, был седьмым на дистанции 100 метров на юниорском первенстве мира. В 2007 году в составе сборной Великобритании выиграл эстафету 4×100 метров на чемпионате Европы среди молодёжи.
В 2011 году дебютировал за главную команду страны: выиграл эстафету на командном чемпионате Европы и выступил в предварительном забеге на 200 метров на чемпионате мира.
Однако эти успехи не позволили ему попасть в государственную программу финансирования атлетов высокого класса. В ноябре 2011 года Джеймс был готов завершить карьеру, когда выставил самого себя на интернет-аукцион eBay с целью найти средства для продолжения тренировок. Финальное предложение в 32 500 фунтов так и не было подкреплено реальными деньгами, но благодаря резонансу в СМИ спортсмену удалось добиться задуманного. Фирма King of Shaves стала его спонсором и выделила 30 000 фунтов на подготовку к Олимпийским играм.
На отборочном чемпионате страны 2012 года Эллингтон впервые в карьере стал победителем и заслужил право поехать на домашние Олимпийские игры. В Лондоне его выступления ограничились предварительными забегами в беге на 200 метров, где он показал результат на 0,71 секунды хуже личного рекорда.
Дошёл до полуфинала чемпионата мира 2013 года на дистанции 200 метров, а в эстафете помог сборной финишировать на третьем месте. Однако позднее британцы были дисквалифицированы за нарушение при передаче эстафетной палочки, которое допустил Джеймс, выбежав за пределы отведённого коридора.
Помог сборной Англии выйти в финал эстафеты на Играх Содружества 2014 года, после чего был заменён и за решающим забегом наблюдал в качестве зрителя (его партнёры завоевали серебро). На чемпионате Европы месяц спустя он уже был в основном составе команды Великобритании, которая стала победителем в эстафете 4×100 метров.
В 2016 году стал пятым в финале бега на 100 метров на чемпионате Европы, а в эстафете завоевал свой второй титул победителя континентального первенства. На вторых в карьере Олимпийских играх не смог отобраться в полуфинал на 100 метров и занял пятое место в финале эстафеты.
Вечером 17 января 2017 года Джеймс и его товарищ по сборной Великобритании Найджел Левайн стали участниками серьёзного дорожного инцидента во время сбора в испанском Тенерифе. Мотоцикл, за рулём которого был Левайн, а Эллингтон находился на месте пассажира, на большой скорости столкнулся с автомобилем. Спортсмены получили серьёзные травмы, по первым сообщениям несовместимые с продолжением спортивной карьеры. Джеймс перенёс операции на сломанных большеберцовой и малоберцовой костях, кроме того он повредил кости таза и заработал перелом глазницы. Комментируя инцидент, он отметил, что «не представляет, каким образом они вместе с Найджелом смогли выжить».

## Основные результаты
| Год  | Турнир                          | Место проведения          | Дисциплина       | Место       | Результат        |
| ---- | ------------------------------- | ------------------------- | ---------------- | ----------- | ---------------- |
| 2003 | Чемпионат Европы среди юниоров  | Тампере, Финляндия        | 200 м            | 6-е         | 21,10            |
| 2003 | Чемпионат Европы среди юниоров  | Тампере, Финляндия        | эстафета 4×100 м | 4-е (заб.)  | 40,44            |
| 2004 | Чемпионат мира среди юниоров    | Гроссето, Италия          | 100 м            | 7-е         | 10,56            |
| 2004 | Чемпионат мира среди юниоров    | Гроссето, Италия          | эстафета 4×100 м | —           | DQ               |
| 2005 | Чемпионат Европы среди молодёжи | Эрфурт, Германия          | 100 м            | 5-е         | 10,35 (+2,4 м/с) |
| 2005 | Чемпионат Европы среди молодёжи | Эрфурт, Германия          | эстафета 4×100 м | 4-е         | 39,45            |
| 2007 | Чемпионат Европы среди молодёжи | Дебрецен, Венгрия         | эстафета 4×100 м | 1-е         | 38,95            |
| 2011 | Командный чемпионат Европы      | Стокгольм, Швеция         | эстафета 4×100 м | 1-е         | 38,60            |
| 2011 | Чемпионат мира                  | Тэгу, Южная Корея         | 200 м            | 24-е (заб.) | 20,82            |
| 2012 | Чемпионат Европы                | Хельсинки, Финляндия      | эстафета 4×100 м | —           | DNF              |
| 2012 | Олимпийские игры                | Лондон, Великобритания    | 200 м            | 47-е (заб.) | 21,23            |
| 2013 | Командный чемпионат Европы      | Гейтсхед, Великобритания  | эстафета 4×100 м | 1-е         | 38,39            |
| 2013 | Чемпионат мира                  | Москва, Россия            | 200 м            | 11-е (1/2)  | 20,44            |
| 2013 | Чемпионат мира                  | Москва, Россия            | эстафета 4×100 м | —           | DQ               |
| 2014 | Чемпионат мира по эстафетам     | Нассау, Багамские Острова | эстафета 4×100 м | 3-е         | 38,19            |
| 2014 | Командный чемпионат Европы      | Брауншвейг, Германия      | 200 м            | 3-е         | 20,60            |
| 2014 | Командный чемпионат Европы      | Брауншвейг, Германия      | эстафета 4×100 м | 1-е         | 38,51            |
| 2014 | Игры Содружества                | Глазго, Великобритания    | 200 м            | 11-е (1/2)  | 20,66            |
| 2014 | Игры Содружества                | Глазго, Великобритания    | эстафета 4×100 м | 4-е (заб.)  | 38,78            |
| 2014 | Чемпионат Европы                | Цюрих, Швейцария          | 200 м            | 8-е (1/2)   | 20,52            |
| 2014 | Чемпионат Европы                | Цюрих, Швейцария          | эстафета 4×100 м | 1-е         | 37,93            |
| 2014 | Континентальный кубок           | Марракеш, Марокко         | эстафета 4×100 м | 2-е         | 38,62            |
| 2015 | Чемпионат мира по эстафетам     | Нассау, Багамские Острова | эстафета 4×100 м | 9-е         | 38,67            |
| 2015 | Командный чемпионат Европы      | Чебоксары, Россия         | эстафета 4×100 м | 1-е         | 38,21            |
| 2015 | Чемпионат мира                  | Пекин, Китай              | эстафета 4×100 м | —           | DNF              |
| 2016 | Чемпионат Европы                | Амстердам, Нидерланды     | 100 м            | 5-е         | 10,19            |
| 2016 | Чемпионат Европы                | Амстердам, Нидерланды     | эстафета 4×100 м | 1-е         | 38,17            |
| 2016 | Олимпийские игры                | Рио-де-Жанейро, Бразилия  | 100 м            | 40-е (заб.) | 10,29            |
| 2016 | Олимпийские игры                | Рио-де-Жанейро, Бразилия  | эстафета 4×100 м | 5-е         | 37,98            |